# Lijst van oorlogsmonumenten in West Betuwe
De Nederlandse gemeente West Betuwe heeft 7 oorlogsmonumenten. Hieronder een overzicht.
| Nr.                             | Object                               | Herdachte groep                          | Ontwerper                         | Onthulling  | Type            | Locatie                                    | Plaats                                | Coördinaten                   | Foto                                 |
| ------------------------------- | ------------------------------------ | ---------------------------------------- | --------------------------------- | ----------- | --------------- | ------------------------------------------ | ------------------------------------- | ----------------------------- | ------------------------------------ |
| 634                             | Oorlogsmonument                      | burgerslachtoffers, vervolgden Nederland | Pieter Starreveld (1911-1989)     | 4 mei 1950  | beeld/sculptuur | Molenkampstraat, 4157 GN                   | Enspijk                               | 51° 53' 1" NB, 5° 12' 45" OL  |                                      |
| 1987                            | Monument voor Amerikaanse Militairen | geallieerde militairen                   | Steenhouwerij H.M. Troupin en Zn. | 28 mei 1983 | gedenksteen     | Stoepstraat 2, 4184 CG                     | Opijnen                               | 51° 49' 41" NB, 5° 18' 1" OL  | Monument voor Amerikaanse Militairen |
| 2067                            | Verzetsmonument                      | verzet Nederland                         |                                   |             | gedenksteen     | Dorpsstraat, 4214                          | Vuren                                 | 51° 49' 29" NB, 5° 2' 56" OL  | Verzetsmonument                      |
| 2990                            | Oorlogsplaquette                     | burgerslachtoffers                       |                                   | 4 mei 2007  | plaquette       | Engelenhof, 4175 BB                        | Haaften                               | 51° 49' 11" NB, 5° 12' 50" OL |                                      |
| 3557                            | Man-O-War                            | geallieerde militairen                   | Joris Baudoin (6-1-1960)          | 4 mei 2006  | beeld/sculptuur | McCammonplein, 4184 DJ                     | Opijnen                               | 51° 49' 43" NB, 5° 17' 41" OL | Man-O-War                            |
| Dit oorlogsmonument op Wikidata | Verzetsmonument                      |                                          |                                   |             | gedenksteen     | Peperstraat, 4171                          | Herwijnen                             | 51° 49' 9" NB, 5° 8' 3" OL    | Verzetsmonument                      |
| Dit oorlogsmonument op Wikidata | Stolpersteine                        | vervolgden Nederland                     | Gunter Demnig                     |             | reliëf          | Zie Lijst van Stolpersteine in West Betuwe | Beesd, Herwijnen, Lingewaal, Ophemert |                               | Meer afbeeldingen                    |

Aalten ·
Apeldoorn ·
Arnhem ·
Barneveld ·
Berg en Dal ·
Berkelland ·
Beuningen ·
Bronckhorst ·
Brummen ·
Buren ·
Culemborg ·
Doesburg ·
Doetinchem ·
Druten ·
Duiven ·
Ede ·
Elburg ·
Epe ·
Ermelo ·
Harderwijk ·
Hattem ·
Heerde ·
Heumen ·
Lingewaard ·
Lochem ·
Maasdriel ·
Montferland ·
Neder-Betuwe ·
Nijkerk ·
Nijmegen ·
Nunspeet ·
Oldebroek ·
Oost Gelre ·
Oude IJsselstreek ·
Overbetuwe ·
Putten ·
Renkum ·
Rheden ·
Rozendaal ·
Scherpenzeel ·
Tiel ·
Voorst ·
Wageningen ·
West Betuwe ·
West Maas en Waal ·
Westervoort ·
Wijchen ·
Winterswijk ·
Zaltbommel ·
Zevenaar ·
Zutphen